# Janett Eger
Janett Eger (* 2. Januar 1985 in Magdeburg) ist eine deutsche Journalistin und Moderatorin.

## Leben und Wirken
Während des Studiums der Internationalen Fachjournalistik an der Hochschule Bremen arbeitete Eger als Hörfunkjournalistin für den MDR Sachsen-Anhalt. Nach ihrem Hochschulabschluss absolvierte sie von 2009 bis 2010 ein Redaktionsvolontariat beim MDR.
Anschließend berichtete sie als Reporterin und Videojournalistin für den MDR-Sachsenspiegel. Auch im Hörfunk war sie durch die Produktion von Hörfunkbeiträgen im Studio Bautzen für das MDR-Sachsenradio weiter aktiv.
Im Jahr 2015 zog Eger nach Leipzig und übernahm das Nachmittagsprogramm des MDR-Fernsehens als Live-Reporterin. Gleichzeitig bildete sie für das MDR-BildungsCentrum Videojournalisten aus. Von April 2016 bis 2019 moderierte sie als Nachfolgerin von Matze Brandt das Erfindermagazin Einfach genial. Im April 2019 übernahm sie die Moderation des Geschichtsmagazins MDR Zeitreise und löste somit Mirko Drotschmann als Moderator ab.